# Hydnum repandum
Hydnum repandum, comumente conhecido como o guloso, ouriço da madeira ou cogumelo ouriço, é um fungo basidiomiceto da família Hydnaceae. Descrito pela primeira vez por Carl Linnaeus em 1753, é a espécie típica do gênero Hydnum. O fungo produz corpos frutíferos (cogumelos) que são caracterizados por suas estruturas portadoras de esporos - na forma de espinhos em vez de guelras - que pendem da parte inferior da tampa. A tampa é seca, colorida de amarelo a laranja claro a marrom, e frequentemente desenvolve uma forma irregular, especialmente quando está muito apinhada de corpos frutíferos adjacentes. O tecido do cogumelo é branco com um odor agradável e um sabor picante ou amargo. Todas as partes do cogumelo ficam coradas de laranja com o tempo ou quando machucadas.
O Hydnum repandum é amplamente distribuído na Europa  onde frutifica isoladamente ou em grupos próximos em florestas de coníferas ou decíduas. É uma espécie comestível, embora espécimes maduros possam desenvolver um sabor amargo. Não tem cópias venenosas. Os cogumelos são coletados e vendidos em mercados locais da Europa e Canadá. 
Nota: leia o artigo original Hydnum repandumna Wikipédia em inglês

## Taxonomia
Descrito oficialmente pela primeira vez por Carl Linnaeus em seu Species Plantarum de 1753, o Hydnum repandum foi sancionado pelo micologista sueco Elias Fries em 1821.  A espécie foi embaralhada entre vários gêneros: Hypothele pelo naturalista francês Jean-Jacques Paulet em 1812; Dentinum, do botânico britânico Samuel Frederick Gray em 1821; Tyrodon, do micologista finlandês Petter Karsten em 1881; Sarcodon pelo naturalista francês Lucien Quélet em 1886. Depois que uma nomenclatural proposta em 1977 pelo micologista americano Ronald H. Petersen foi aceita, Hydnum repandum se tornou a espécie-tipo oficial do gênero Hydnum. Anteriormente, os argumentos de apoio para fazer o H. repandum uma espécie foram feitos pelo taxonomista holandês Marinus Anton Donk (1958)  e Petersen (1973),  enquanto o micologista tcheco Zdeněk Pouzar (1958) e o micologista canadense Kenneth Harrison (1971) pensaram que H. imbricatum deveria ser o tipo. 
Diversas formas e variedades de H. repandum foram descritas. As formas albidum e rufescens, encontradas na Rússia, foram descritas por TL Nikolajeva em 1961;  o último grupo taxonómico é sinónimo com H. rufescens. A forma amarum, divulgada na Eslovênia por Zlata Stropnik, Bogdan Tratnik e Garbrijel Seljak em 1988,  é ilegítima de acordo com o artigo 36.1 do Código Internacional de Nomenclatura para algas, fungos e plantas, uma vez que não recebeu uma descrição suficientemente abrangente. O botânico francês Jean-Baptiste Barla descreveu H. repandum var. rufescens em 1859.  O naturalista inglês Carleton Rea descreveu a versão com corpo de fruta branca como uma variedade - —H. repandum var. album—in 1922. 
Estudos moleculares mostraram que o conceito atual de espécie para H. repandum precisava de revisão, pois havia uma fraca sobreposição entre os conceitos morfológicos e moleculares da espécie. Uma análise filogenética de 2009 de espécimes europeus, com base no espaçador transcrito interno e sequências de DNA 5.8S, indicou que os espécimes de H. repandum formam dois clãs distintos, cuja única distinção morfológica consistente é o tamanho do cap. Essas diferenças genéticas prenunciaram a presença de espécies crípticas não descritas e que o táxon pode estar atualmente passando por uma especiação intensiva. Um estudo genético abrangente publicado em 2016 de membros do gênero em todo o mundo descobriu que existem pelo menos quatro espécies no conceito amplo de H. repandum: duas espécies do sul da China, uma da Europa e leste da América do Norte, e o próprio H. repandum da Europa, oeste da América do Norte e norte (e sudoeste dos Alpes) da China e do Japão. Embora esteja faltando na América Central, o material genético foi recuperado da Venezuela da árvore Pakaraimaea dipterocarpacea, sugerindo que de alguma forma migrou para lá e mudou de hospedeiro. 

O epíteto específico repandum significa "curvado para trás", referindo-se à margem ondulada da copa. O epíteto varietal álbum significa "clara como um ovo".  Hydnum repandum recebeu vários nomes vernáculos: "dente doce",  "fungo de dente amarelo",  "ouriço da madeira",  "porco-espinho",  "cogumelo porco-espinho" e "trotador de porco".  A variedade album é conhecida como "madeira branca". 

## Descrição
O píleo (tampa) tem cor laranja, amarela ou castanha com até 17 cm de largura, embora amostras medindo 25 cm. Tenham sido documentadas. Geralmente é de forma um tanto irregular (pode ser convexo ou côncavo na maturidade), com uma margem ondulada que se enrola para dentro quando jovem. Gorros crescem de forma distorcida quando os corpos frutíferos estão agrupados.  A superfície da tampa é geralmente seca e lisa, embora amostras maduras possam apresentar rachaduras. Vistos de cima, os gorros dos espécimes maduros se parecem um pouco com os dos Cantharellus.  A carne é espesso, branco, firme, quebradiça e com manchas amarelas a marrom-alaranjadas. A parte inferior é densamente coberta por pequenos espinhos esbranquiçados delgados medindo 2–7 mm e comprimento.  Esses espinhos às vezes descem em pelo menos um lado do estipe. O estipe, normalmente com 3–10 cm de comprimento e 1–3 cm de espessura, é branco ou da mesma cor da tampa e, às vezes, está descentralizado. É fácil ignorar os cogumelos quando eles estão entre cogumelos agáricos e boletus , porque o gorro e o estipe são bastante indefinidos e os cogumelos devem ser virados para revelar seus espinhos.  A variedade branca pura desta espécie, H. repandum var. album, é menor do que a variedade principal, com uma tampa medindo 2–7 cm de largura e um estipe que tem 1–3 cm de comprimento. 
A cor do esporo é creme claro. Os basidiósporos são lisos, de paredes finas e hialinos (translúcidos), aproximadamente esféricos a amplamente em forma de ovo e medem 5,5–7,5 por 4,5–5,5 µm . Eles geralmente contêm uma única gota grande de óleo refrativo. Os basídios (células portadoras de esporos) têm forma de clube, quatro esporos e medem 30–45 por 6–10µm. A cutícula do gorro é um tricodermium (onde as hifas mais externas emergem mais ou menos paralelos, como os cabelos, perpendiculares à superfície da capa) de células estreitas em forma de taco com 2,5–4µm de largura. Embaixo desse tecido está a camada subhimeniail de hifas entrelaçadas medindo 10–20µm de diâmetro. O tecido da coluna vertebral é feito de hifas estreitas (2–5µm de diâmetro) de paredes finas com conexões de grampo. 

### Espécies semelhantes
Os sósias norte-americanos incluem o ouriço branco (Hydnum albidum) e o ouriço gigante (Hydnum albomagnu ). H. albidum tem um corpo frutífero branco a cinza amarelado pálido que vai de amarelo a laranja. H. albomagnum é grande e mais pálido do que H. repandum. H. umbilicatum é menor, com gorros medindo 3–5 cm de diâmetro e estipes mais finos que têm 0,5–1 cm de largura.  Suas tampas são umbilicadas (com uma cavidade semelhante ao umbigo), às vezes com um orifício no centro da tampa, ao contrário das tampas achatadas ou ligeiramente deprimidas de H. repandum .  Microscopicamente, H. umbilicatum tem esporos que são maiores e mais elípticos do que os de H. repandum, medindo 7,5–9 por 6–7,5µm.  Um sósia europeu, Hydnum rufescens , também é menor do que H. repandum e tem uma cor mais escura de damasco a laranja. Hydnum ellipsosporum, descrito como uma nova espécie da Alemanha em 2004, difere de H. repandum pela forma e comprimento de seus esporos, que são elipsóides e medem 9-11 por 6-7,5µm. Comparado com H. repandum, possui corpos frutíferos menores, com diâmetros de tampa que variam de 3 a 5 cm de largura. 

## Ecologia, habitat e distribuição
O H. repandum é um fungo micorrízico.  Os corpos frutíferos crescem isoladamente, espalhados ou em grupos no solo ou em serapilheira nas florestas de coníferas e decíduas.  A frutificação ocorre do verão ao outono.  A espécie é amplamente distribuída na Europa, e é um dos fungos mais comuns.  a Europa, foi listada como uma espécie vulnerável nas Listas de Dados Vermelhos da Holanda, Bélgica e Alemanha. A Suécia a lista como sendo de menor preocupação. 

## Comestibilidade
O H. repandum é comestível, possuindo um sabor adocicado que lembra nozes, e uma textura crocante. Alguns consideram que é o equivalente culinário da cantharellus. O autor Michael Kuo dá-lhe uma classificação de comestibilidade de "ótima" e observa que não há sósias venenosas e que os cogumelos H. repandum são improváveis de serem infestados com vermes.
Escovar delicadamente a tampa e o estipe dos espécimes imediatamente após a colheita ajudará a evitar que o solo fique preso entre os dentes. Os cogumelos H. repandum podem ser cozidos e colocados em conserva,  fervidos em leite ou caldo e salteados, o que cria uma "textura macia e carnuda e um sabor suave".  O tecido do cogumelo absorve bem os líquidos e assume os sabores dos ingredientes adicionados.  A textura firme do cogumelo cozido torna-o adequado para congelamento. Seu sabor natural é supostamente semelhante ao sabor apimentado do agrião ou das ostras. Amostras mais velhas podem ter um sabor amargo, mas a fervura pode remover o amargor.  Espécimes encontrados sob coníferas podem ter um gosto "desagradavelmente forte".  A forma amarum, localmente comum na Eslováquia, é supostamente não comestível porque seu corpo tem um sabor amargo em todos os estágios de desenvolvimento. 
O Hydnum repandum é freqüentemente vendido com cantharellus. na Itália e na França, é uma das espécies comestíveis oficialmente reconhecidas vendidas nos mercados. Na Europa, é geralmente vendido com o nome francês pied-de-mouton (pé de ovelha). Também é coletado e vendido nos mercados locais do México, Espanha e Columbia Britânica e Canadá.  Cogumelos desta espécie também são usados como fonte de alimento pelo esquilo-vermelho (Sciurus vulgaris). 

## Informação nutricional
O H. repandum seco contém 56% de carboidratos, 4% de gordura e 20% de proteína.Também é rico em cobre e manganês. Os principais ácidos graxos incluem palmitato (16%), ácido esteárico (1%), ácido oleico (26%), ácido linoleico (48%) e ácido linolênico (20%). O micosterol também está presente. 